# Robert Dunnell
Robert Dunnell é um antropólogo estadunidense.
Nas explicações da evolução como metáfora do processo cultural, Dunnell rechaça qualquer direcionismo e lamarquismo. 
Artefatos decorativos não têm nenhuma função prática e portanto nenhum valor seletivo.